# Marofinaritra
Marofinaritra is een commune in het noordoosten van Madagaskar, behorend tot het district Antalaha dat gelegen is in de regio Sava. Een volkstelling schatte in 2001 het inwonersaantal op 14.546. De stad biedt enkel lager onderwijs en beperkt middelbaar onderwijs aan. 98% van de bevolking werkt als landbouwer, 1% is actief in de dienstensector en 1% heeft een baan in de industrie. De belangrijkste landbouwproducten zijn koffie, rijst en vanille.